# Германати
Германа́ти — сполуки германію, похідні від його оксидів.

## Загальний опис
Майже усі мінерали, що містять германій — є германатами. Германати є солями кисневмісних кислот Ge(IV), які не отримані у вільному стані: метагерманієвої {\displaystyle {\ce {H2GeO3}}}, ортогерманієвої {\displaystyle {\ce {H4GeO4}}}, дигерманієвої {\displaystyle {\ce {H2Ge2O5}}}, тетрагерманієвої {\displaystyle {\ce {H2Ge4O9}}}, пентагерманієвої {\displaystyle {\ce {H2Ge5O_{n}}}}, нонагерманієвої {\displaystyle {\ce {H4Ge9O20}}} та ін. Найбільш розповсюджені орто- та метагерманати.
Оскільки властивості германію аналогічні властивостям кремнію, то в діоксиді германію (GeO2) переважають кислотні властивості. Його реакція із лугами, таким чином, призводить до утворення германатів. Германати також отримують шляхом взаємодії діоксиду германію з різними оксидами металів під час сплавлювання або спікання.

## Класифікація
Відомі германати різних складів (M: однозарядний катіон металу; X: галогенід):
- Ортогерманат, M4GeO4
- Метагерманат, (M2GeO3)n
- Метадигерманат, (M2Ge2O5)n
- Гексагідроксогерманат, M2Ge(OH)6
- Гексагалогеногерманат, M2GeX6

Метагерманат та метадигерманат існують у полімерній формі. Германієві кислоти, відповідні певним германатам, як вуглекислота та силікатні кислоти, не є стабільними у безводній формі, а лише у розведених розчинах.
З галогеногегерманатів відомий, наприклад, гексафлуоргерманат калію (K2GeF6), який можна отримати з фториду калію та тетрафториду германію. Відомий також гексахлоргерманат цезію(IV) Cs2[GeCl6].

## Клас речовин
Германати — це клас речовин з дуже різноманітними властивостями. Між кисневими сполуками германію та відповідними сполуками кремнію можна спостерігати багато аналогій. Силікати і германати часто ізотипічні. Відомі також цеолітоподібні структури та схильність до утворення скла. Через високі показники заломлення їх іноді використовують у оптичних елементах, наприклад, у ширококутних об'єктивах у фотографії. Багато легованих германатів проявляють люмінесценцію при опроміненні УФ-світлом: (Sr, Ba)2(Mg, Zn)Ge2O7:Pb (синьо-фіолетовий), Zn2GeO4:Mn (жовто-зелений), MgGeO3:Mn (темно-червоний).
Домішки германату свинцю в кераміці утворюють матеріал, який має напівпровідникові властивості.
Германати натрію та амонію можуть бути використані як каталізатори в синтезі поліестеру.
Германат бісмуту використовується в сцинтиляційних лічильниках.

## Вебпосилання
- Datenblatt von Bismutgermanate (Memento vom 15. März 2012 im Internet Archive)
- Szintillationskristalle [Архівовано 10 серпня 2020 у Wayback Machine.]